# Miramella irena
Miramella irena là một loài côn trùng thuộc họ Acrididae. Loài này có ở Hungary và România.